# Буторина, Ольга Витальевна
Ольга Витальевна Буторина (род. 7 мая 1961, Мончегорск, Мурманская область) — советский и российский экономист-международник, доктор экономических наук (2002), профессор МГИМО (2012), член-корреспондент Российской АН (2019), первая в России начала научное исследование проблем единой европейской валюты (Евро).

## Биография
Родилась 7 мая 1961 года в городе Мончегорске Мурманской области в семье военного лётчика.
В 1978 году окончила московскую среднюю школу с углублённым изучением английского языка № 45 и в том же году поступила в Московский государственный институт международных отношений на факультет «Международные экономические отношения» (МЭО).
С 1983 года после окончания c отличием МГИМО работает экономистом во Всесоюзном объединении «Новоэкспорт» Министерства внешней торговли СССР.
В 1987 году успешно закончила обучение в заочной аспирантуре МГИМО (факультет МЭО) и защитила диссертацию на соискание учёной степени кандидата экономических наук по теме «Актуальные проблемы участия Испании в международном разделении труда».
С 1989 года — научный сотрудник, старший научный сотрудник, заведующий сектором, зав. отделом европейской интеграции Института Европы Российской Академии наук, одновременно в 1995—1996 гг. — старший преподаватель кафедры экономической теории Московской государственной академии легкой промышленности, а с 2000 года советник генерального директора Московской межбанковской валютной биржи.
В 2002 году защитила диссертацию на соискание учёной степени доктора экономических наук по теме «Экономический и валютный союз ЕС. Международный аспект».
С 2002 года — профессор Высшей школы экономики (кафедра мировой политики).
С 2003 года по 2012 год в МГИМО — заведующая кафедрой европейской интеграции, одновременно с 2005 года — проректор по новым образовательным проектам, а с 2007 года — советник ректора.
С 2012 года — главный научный сотрудник, а с 2015 года — заместитель директора по научной работе Института Европы РАН.
Профессиональные интересы: теория и практика региональной интеграции, европейская экономическая интеграция, экономический и валютный союз ЕС, международная валютно-финансовая система, валютная интеграция, экономика ЕС, отношения России и ЕС.
Владеет английским и испанским языками.

## Личная жизнь
Муж — писатель Денис Драгунский.

## Общественная позиция
В феврале 2022 года подписала открытое письмо российских учёных и научных журналистов с осуждением вторжения России на Украину и призывом вывести российские войска с украинской территории.

## Членство в научных ассоциациях, редакциях, гранты и награды
- Вице-президент российской Ассоциации европейских исследований (АЕВИС)[9];
- Член редакционной коллегии журнала «Современная Европа»[10];
- Член экспертного совета журнала «Россия в глобальной политике»[5];
- Редактор ежеквартального обзора «Европейский Союз: факты и комментарии»[5];
- Член Европейского валютно-финансового форума (European Money and Finance Forum)[5];
- Почетная грамота Министерства образования и науки Российской Федерации (08.09.2008)[5];
- Грант Европейской комиссии «Кафедра Жана Монне» 2005—2008[5];
- Лауреат Фонда содействия отечественной науки в номинации «Лучшие экономисты РАН» 2002—2004[5].

## Основные работы
Автор более 120 работ, опубликованных в России и за рубежом, в том числе двух индивидуальных и нескольких коллективных монографий. В их числе:
Книги
- Буторина О. В. Международные валюты: интеграция и конкуренция / О. В. Буторина ; Ин-т Европы РАН; Нац. валютная ассоциация. — М.: Деловая литература, 2003. — 367 с. — ISBN 5-93211-020-1 (Полный текст в открытом доступе на сайте Российской государственной библиотеки)
- Буторина О. В. Испания: стратегия экономического подъёма. М.: Наука, 1994. — 154 с. ISBN 5-02-012159-2 (Полный текст в открытом доступе на сайте Российской государственной библиотеки)
- Буторина О. В. Зачем России евро? М.: Интердиалект+, 2002 — 50 с
- Butorina O. Principles of Monetary Integration and Their Relevance for CIS / The Periphery of the Euro. Monetary and Exchange Rate Policy in CIS Countries. De Souza L., de Lombaerde Ph. (eds.). Ashgate, 2006 PP. 93 – 109.
- Международные экономические отношения. Базовые параметры / О. В. Буторина, С. А. Галкин, В. Н. Ткачёв; под ред. О. В. Буториной — М.: Весь мир, 2013. — 134 с. — ISBN 978-5-7777-0534-1.
- Европейская интеграция: учебник / под ред. О. В. Буториной. — М.: Издательский Дом «Деловая литература», 2011. — 720 с., ил. — ISBN 978-5-93211-04-92.
- Расширение Европейского Союза и Россия / под ред. О. В. Буториной, Ю. А. Борко; МГИМО(У) МИД России ; Ин-т Европы РАН. — М.: Деловая литература, 2006. — 567 с. — ISBN 5-93211-039-2.
- Европейский Союз. Справочник — путеводитель / под ред. О. В. Буториной (отв. ред.), Ю. А. Борко и И. Д. Иванова. 2-е изд., доп. и перераб. — М.: Издательский Дом «Деловая литература», 2003. — 288 с. ISBN 5-93211-022-8.
- Европейский союз на пороге XXI века: выбор стратегии развития / под ред. Ю. А. Борко (отв.ред) и О. В. Буториной. М.: УРСС, 2001. — 472 с. ISBN 5-8360-0190-1. УРСС, 2001. — 472 с. ISBN 5-8360-0190-1.

Главы в книгах
- Буторина О. В. Еврозона: внутренние и внешние аспекты функционирования / Мировая экономика в начале XXI века // Григорьев Л. М., Автономов В. С., Караганов С. А., Хесин Е. С. и др. М. : DirectMEDIA, 2013. С. 733—750. ISBN 978-5-4458-3534-9
- Butorina Olga. Economic Crisis and EU Strategic Challenges // European economic governance in an international context. European Commission, 2013. P. 137—145. ISBN 978-92-79-25434-5
- Буторина О. В. Мировые финансы к 2020 году // Россия и мир. Новая эпоха. 12 лет, которые могут все изменить/ Под ред. Караганова С. А. М.: АСТ, 2008. С. 86 — 112. ISBN 978-5-17-050151-9

Статьи
- Евразийский экономический союз: что дальше / О. В. Буторина, А. В. Захаров // Ведомости, 6 августа 2014 г.
- К проблеме асимметрии в валютно-финансовой системе еврозоны / О. В. Буторина // Деньги и Кредит, 2014, № 2. С. 59 — 64.
- Европейский союз после кризиса: упадок или возрождение? / О. В. Буторина // Вестник МГИМО-Университета. — 2013. № 4(31)- С. 71 — 81.
- К 10-летию Кафедры европейской интеграции / О. В. Буторина, Н. Ю. Кавешников // Вестник МГИМО-Университета. — 2013. — № 4. — С. 59-70.
- Евросоюз и Россия: партнёрство без стратегии // Сайт Российского совета по международным делам, 25.04.2013
- Испытание рынком. Европа и Россия после кризиса / О. В. Буторина // Россия в глобальной политике — 2013, специальный выпуск. С. 105—112.
- Причины и последствия кризиса в зоне евро / О. В. Буторина // Вопросы экономики, 2012, № 12. С. 98 — 115.
- Кризис в зоне евро: ошибки или закономерность? / О. В. Буторина // Современная Европа, 2012, № 2. С. 82 — 94.
- Кризис в зоне евро. Конец благосостояния для всех / О. В. Буторина // Долговой кризис в ЕС и перспективы евро. Доклады Института Европы. № 276. М.: 2012. С. 12 — 22.
- Европа без Евросоюза? / О. В. Буторина // Россия в глобальной политике. — 2011, № 6.
- Валютные войны: кто оплатит выход из кризиса? / О. В. Буторина // Россия в глобальной политике — 2011, № 1.
- Афинский краш-тест для зоны евро / О. В. Буторина // Россия в глобальной политике — 2010, № 2.
- Антикризисная стратегия Европейского союза: ближние и дальние рубежи / О. В. Буторина // Полития. 2009, № 3.
- Танцы с драконом (о природе мирового экономического кризиса) / О. В. Буторина // Россия в глобальной политике. 2009, № 1.
- Валютный театр: драма без зрителей / О. В. Буторина // Россия в глобальной политике, 2008, № 2.
- Закономерности валютно-финансовой интеграции: мировой опыт и СНГ / О. В. Буторина // Деньги и кредит. — 2005. — № 8. — С. 42-50.
- Интеграция в стиле фанк / О. В. Буторина // Россия в глобальной политике, 2007, № 5.
- Новые европейцы в новой Европе (о восприятии странами ЦВЕ своего прошлого и будущего) / О. В. Буторина // Космополис. — 2005. — № 4 (10). — С. 78-92.
- Понятие региональной интеграции: новые подходы / О. В. Буторина // Космополис. — 2005. — № 3 (13).
- Европейский Союз: модель для сборки (о трансформации интеграционной модели ЕС) / О. В. Буторина // Россия в глобальной политике, 2004, № 6.